# Jimmy's Hall

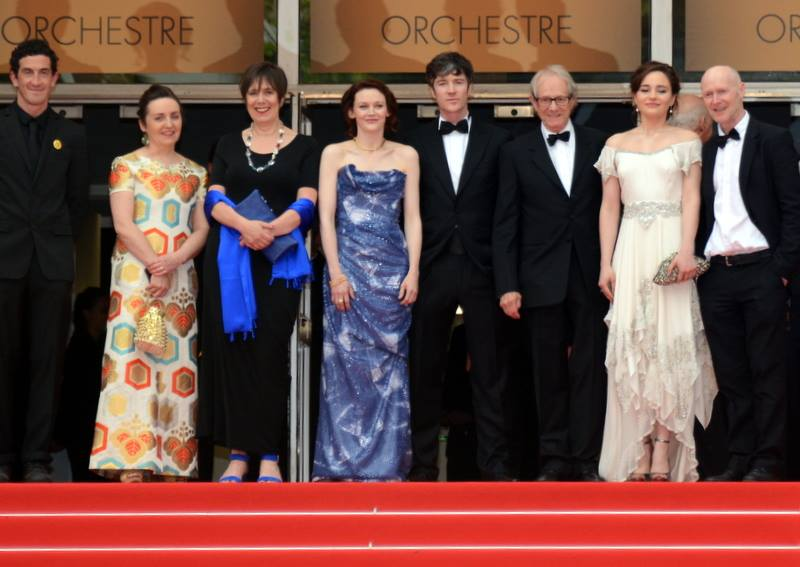
Regisseur en cast van Jimmy's Hall in Cannes

Jimmy's Hall is een Britse dramafilm uit 2014 onder regie van Ken Loach. De film ging in première op 22 mei op het Filmfestival van Cannes.

## Verhaal
De communistische leider James Gralton zet zich in de jaren '30 in voor de Ierse ontvoogdingsstrijd. Hij bouwt een cultuurhuis op het platteland, waar mensen samenkomen om te lezen en te discussiëren. De katholieke kerk wil daar een stokje voor steken.

## Rolverdeling
- Barry Ward: James Gralton
- Simone Kirby: Oonagh
- Andrew Scott: Vader Seamus
- Jim Norton: Vader Sheridan
- Brían F. O'Byrne: O'Keefe